# Disturbios de Sídney de 1879

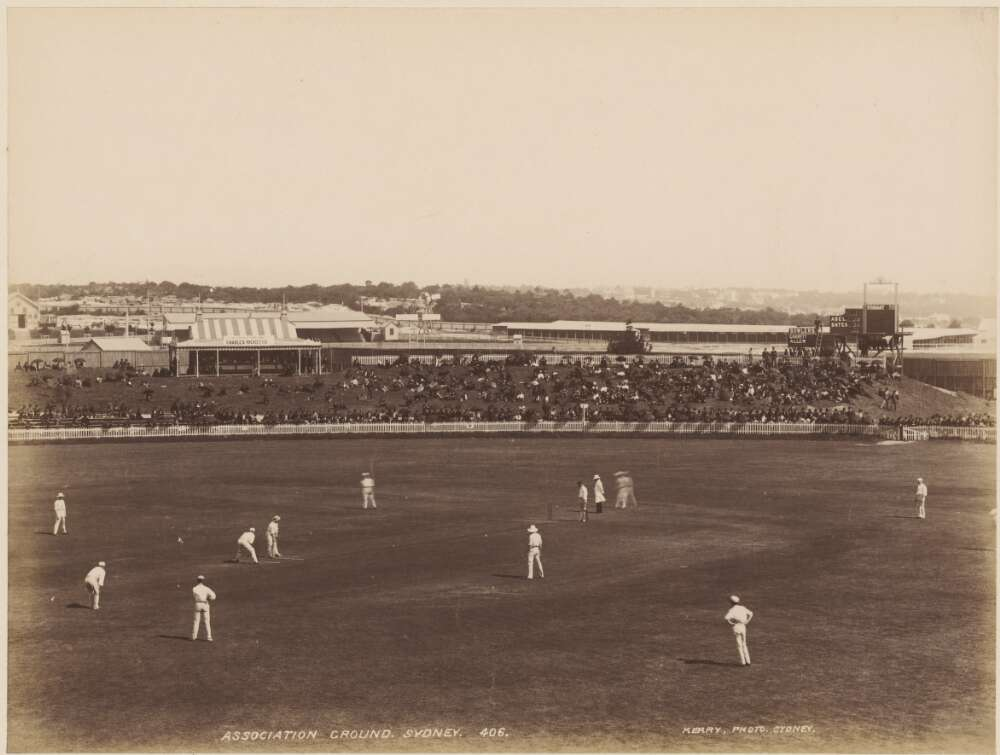
Un partido de críquet de 1887 en curso en el Association Ground de Sídney, el lugar de los disturbios.

Los disturbios de Sídney de 1879 fueron un caso de desorden civil que ocurrió en un partido de críquet internacional en Sídney, Australia. Tuvieron lugar el 8 de febrero de 1879 en el Association Ground —como se le conocía en ese momento al Sydney Cricket Ground—, durante un partido entre el equipo de Nueva Gales del Sur, capitaneado por Dave Gregory, y un equipo inglés que se encontraba de gira, liderado por Lord Harris.
Los disturbios fueron provocados por una controvertida decisión arbitral, cuando el bateador estrella australiano Billy Murdoch fue eliminado por una decisión de George Coulthard, un victoriano seleccionado por los ingleses. Esta eliminación provocó un alboroto entre los espectadores, muchos de los cuales saltaron al terreno de juego y agredieron a Coulthard y a algunos jugadores ingleses. Se citó que los apostadores ilegales en la tribuna de Nueva Gales del Sur, que habían apostado fuertemente por el equipo local, alentaron los disturbios porque el equipo visitante estaba en una posición dominante y parecían listos para ganar. Otra teoría dada para explicar la ira fue la de la rivalidad intercolonial, por lo que la multitud de Nueva Gales del Sur objetó lo que percibieron como una ofensa por parte de un árbitro victoriano.
La invasión del campo ocurrió mientras Gregory detuvo el partido al no enviar un reemplazo para Murdoch. El capitán de Nueva Gales del Sur pidió a Lord Harris que destituyera al árbitro Coulthard, a quien consideraba no apto o parcial, pero su homólogo inglés se negó. El otro árbitro, Edmund Barton, defendió a Coulthard y a Lord Harris, afirmando que la decisión contra Murdoch era correcta y que los ingleses se habían comportado apropiadamente. Finalmente, Gregory acordó reanudar el partido sin la eliminación de Coulthard, pero la multitud continuó interrumpiendo el juego y el partido fue abandonado por el día. Al reanudarse después del día de descanso, los hombres de Lord Harris ganaron de manera convincente por una entrada.
Inmediatamente después de los disturbios, el equipo de Inglaterra canceló los juegos restantes que estaban programados para jugar en Sídney. El incidente también provocó muchos comentarios de prensa en Inglaterra y Australia. En Australia, los periódicos se unieron para condenar los disturbios, viendo el caos como una humillación nacional y un desastre de relaciones públicas. Una carta abierta de Lord Harris sobre el incidente se publicó más tarde en los periódicos ingleses y provocó una nueva indignación en Nueva Gales del Sur cuando fue reimpresa por los periódicos australianos. Una defensiva carta escrita en respuesta por la Asociación de Críquet de Nueva Gales del Sur dañó aún más las relaciones. El asunto llevó a una ruptura de la buena voluntad que amenazó el futuro de las relaciones del críquet entre Inglaterra y Australia. Sin embargo, la fricción entre las autoridades del críquet finalmente se alivió cuando Lord Harris acordó liderar un equipo de Inglaterra en The Oval contra los australianos en gira durante el año 1880, en lo que se convirtió en el cuarto partido de test cricket de la historia y consolidó la tradición de los tests anglo-australianos.

## Antecedentes

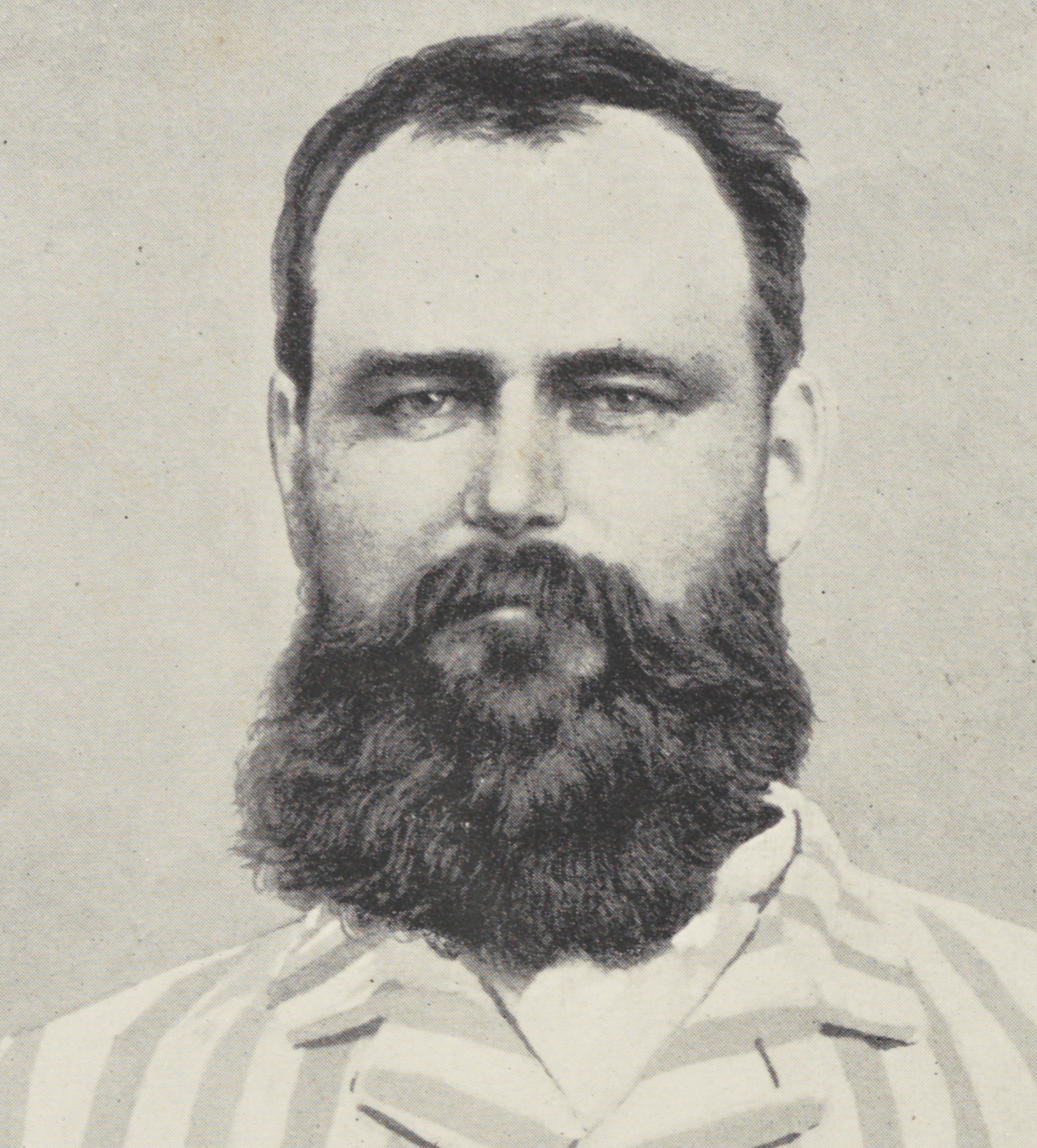
Dave Gregory, el capitán de Nueva Gales del Sur.

Las giras de equipos de críquet de Inglaterra a Australia comenzaron en 1861, y aunque tuvieron éxito, todavía estaban en sus primeros pasos en 1879, a pesar de que el primer partido internacional de test cricket se jugó en 1877. Los equipos eran de calidad variable, y aunque los promotores buscaban a los mejores jugadores de críquet, tenían que aceptar los términos. Además, muchos jugadores no podían permitirse el tiempo para el largo viaje en barco, la gira en sí, y el viaje de regreso, travesía que tomaba hasta dos meses. Aparte de una gira de un equipo aborigen australiano en 1868, la campaña liderada por Dave Gregory en 1878 fue la primera gira australiana importante en ir a Inglaterra. En general, esta gira fue considerada un éxito, y lo más destacado fue la famosa victoria de los australianos en menos de cuatro horas sobre un equipo muy fuerte del Marylebone Cricket Club, que incluía a W. G. Grace, el jugador de críquet dominante del siglo XIX.
Deseoso de aprovechar al máximo este éxito, el Melbourne Cricket Club —la asociación reguladora del críquet australiano no fue creada hasta 1905— invitó a Lord Harris, un eminente jugador de críquet aficionado de la época, para liderar una gira a Australia. El equipo originalmente estaba destinado a ser completamente de aficionados, pero dos lanzadores profesionales de Yorkshire, George Ulyett y Tom Emmett, se unieron al equipo de la gira después de que dos jugadores de Middlesex tuvieran que retirarse debido a un proceso de duelo. La principal distinción entre aficionados y profesionales era el estatus social, y aunque a los aficionados no se les pagaba por jugar, sí recibían «gastos» generosos que por lo general superaban todo lo que se les hubiera pagado como profesionales. A pesar de la presencia de dos profesionales en el equipo, los ingleses fueron descritos como «caballeros», un eufemismo para aficionados. Ahora que Ulyett y Emmett estaban en el equipo, se les encargó realizar gran parte de los lanzamientos, y los comentaristas sintieron que Harris los había sobrecargado.
En ese momento el críquet inglés estaba dominado por aficionados. Generalmente educados en escuelas públicas como Harrow y Eton, y universidades como Oxford y Cambridge, para ellos el deporte era, en gran parte, una actividad de ocio social. En contraste, los australianos eran considerados por los estándares sociales del siglo XIX como toscos, ruidosos e incultos. Las aficiones del bushranger Ned Kelly aumentaron la percepción de que Australia tenía una cultura de bandidos. La violencia, las interrupciones y los cánticos abusivos entre los espectadores borrachos y los apostadores en los campos deportivos eran algo común en la Australia del siglo XIX, y la prevalencia de las apuestas se consideraba una de las principales causas de disturbios en la multitud. Hubo muchos casos de preocupantes comportamientos de los jugadores durante la gira de 1878 por Inglaterra, en donde se los consideró como poco refinados y estridentes.
La trampa era una ocurrencia regular en el críquet australiano del siglo XIX, y la rivalidad intercolonial era fuerte —los estados modernos de Australia eran colonias separadas hasta su federación en 1901—. Al igual que en otras materias, la rivalidad deportiva fue más encarnizada entre las dos colonias más pobladas y más poderosas políticamente, Nueva Gales del Sur y Victoria. La interminable disputa entre estas dos colonias sobre si Sídney o Melbourne serían la capital de Australia, finalmente forzó el compromiso que vio la construcción de Canberra a medio camino entre las dos ciudades. Con respecto al deporte, los directivos del críquet de ambas colonias buscaron socavar a sus contrapartes transfronterizas. En el campo, los partidos estuvieron dominados por una sucesión en la utilización por parte de ambos conjuntos de una técnica antirreglamentaria denominada throwing. Ambas colonias buscaron apilar sus equipos con jugadores que usaban esta y otras técnicas con el objetivo de usar la intimidación física como un medio para anular a los bateadores contrarios. Gregory, cuya acción fue considerada muy dudosa, fue prominente al perseguir una política de tolerar los lanzamientos ilegales en su equipo de Nueva Gales del Sur. Fue en medio de este trasfondo de rencor intercolonial y una cultura deportiva australiana beligerante que estallaron los disturbios.
Poco después de que el equipo australiano de Gregory en 1878 regresara a casa, llegó el equipo inglés comandado por Lord Harris. Australia ganó el primer partido, jugado en el Melbourne Cricket Ground, por 10 wickets. Este encuentro fue reconocido más tarde como el tercer partido test en la historia. Fred Spofforth, lanzador de Nueva Gales del Sur y apodado «El Demonio» debido a su ritmo feroz, logró 13 wickets en el partido, incluyendo el primer hat-trick en partidos internacionales. El siguiente encuentro de la gira fue contra el equipo de Nueva Gales del Sur y comenzó el 24 de enero en el Association Ground en Sídney. Nueva Gales del Sur ganó por cinco wickets, a pesar de la ausencia de Spofforth, quien se retiró del equipo local después de torcerse la muñeca la noche antes del comienzo del partido, y de Gregory, quien había sido eliminado por faltar a una sesión de entrenamiento y no dar una explicación a su ausencia.

## Partido

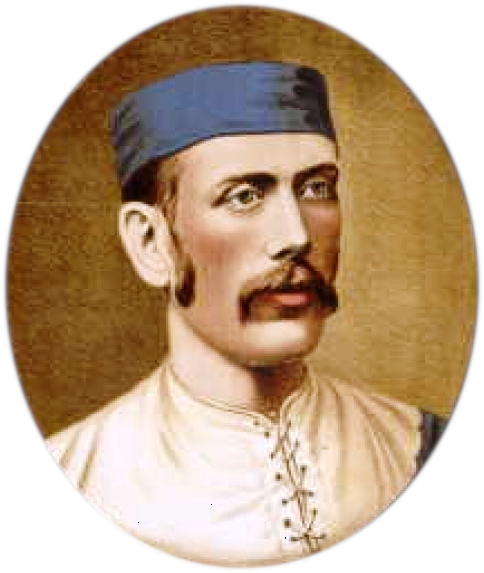
George Coulthard, cuya decisión de eliminar a Billy Murdoch provocó los disturbios.

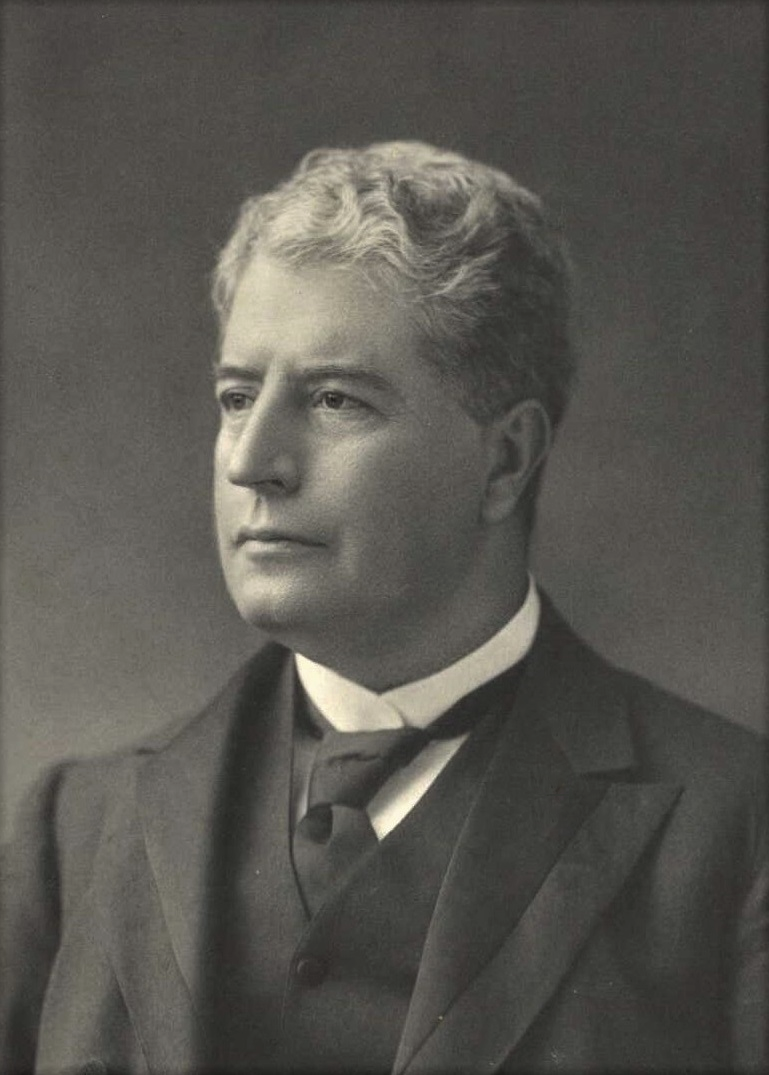
Edmund Barton, quien luego se convirtió en la primera persona en ocupar el cargo de primer ministro de Australia, arbitró el juego y ayudó a calmar los disturbios.

El tercer partido de la gira y el segundo encuentro entre la oncena inglesa, dirigida por Lord Harris, y Nueva Gales del Sur, capitaneado por Gregory, comenzó el viernes 7 de febrero en el Association Ground. Era habitual que cada equipo seleccionara a uno de los dos árbitros para los partidos. Los ingleses seleccionaron al victoriano George Coulthard, de 22 años, por recomendación del Melbourne Cricket Club. Además de ser figura como jugador de fútbol australiano en Carlton, Coulthard era un lanzador contratado por Melbourne, pero aún no había hecho su debut en el críquet de primera clase. Coulthard acompañó a los hombres de Harris desde Melbourne después del primer partido de la gira. Nueva Gales del Sur seleccionó a Edmund Barton, quien más tarde se convirtió en la primera persona en ocupar el cargo de primer ministro de Australia.
Como Gregory y Spofforth actuaban para los anfitriones, los corredores de apuestas ofrecían probabilidades atractivas contra una victoria inglesa, y Nueva Gales del Sur estaba fuertemente respaldada, ya que había ganado el partido anterior con un equipo contrario aún más débil. The Sydney Morning Herald condenó la «impunidad con la que se realizaban las apuestas abiertas en las tribunas», desafiando los avisos que indicaban que las apuestas estaban prohibidas.
Lord Harris ganó el sorteo y eligió batear. Cerca de las 12:10 p. m., en frente de unos 4000 espectadores, A. N. Hornby y A. P. Lucas abrieron las entradas de Inglaterra. Pusieron 125 para el primer wicket antes de que Spofforth eliminara a Lucas por 51 y a Hornby poco después por 67. Hornby había dado una oportunidad durante sus entradas, pero Lucas no lo hizo. Ulyett y Harris estabilizaron las entradas después de dos wickets rápidos y agregaron 85; Ulyett hizo 55, antes de ser víctima de una atrapada en movimiento, y Harris hizo 41. Durante su entrada, Harris desvió una pelota al guardameta Murdoch, pero Coulthard decidió no eliminarlo, situación que fue advertida por los periodistas presentes y denunciado al día siguiente. Spofforth hizo tanto daño con sus botas a la cancha que se volvió muy difícil jugar, y Edwin Evans, que lanzaba del otro lado, boleaba casi siempre a las áreas dañadas. La pérdida de Ulyett y Harris en rápida sucesión desencadenó un colapso repentino e Inglaterra perdió 7/34 para quedarse con 267. Evans tomó 5/62 y Spofforth 5/93. Los bateadores ingleses fueron productivos contra los lanzamientos de Edwin Tindall, tomando 79 carreras de sus 27 series sin perder un wicket. Al final del primer día Nueva Gales del Sur tenía 2/53, con el guardameta y bateador de apertura Billy Murdoch en 28 y Hugh Massie en 3.
El partido se reanudó al mediodía del día siguiente, el sábado 8 de febrero. Asistieron 10 000 espectadores y Nueva Gales del Sur comenzó bien. Murdoch y Massie llevaron el marcador a 107 antes de que este último quedara eliminado, y los anfitriones llegaron a 3/130 en el almuerzo, sin perder otro wicket. Sin embargo, los wickets cayeron durante la tarde, ninguno de los bateadores entrantes superó cifras únicas y Nueva Gales del Sur terminó su entrada con 177, un déficit de 90 carreras. Tom Emmett logró los últimos siete wickets para terminar con 8/47. Murdoch bateó en la entrada para 82 carreras sin ser eliminado lo que lo convirtió en el héroe a los ojos de los locales. Realizó 11 bateos de cuatro corridas —cuando da un bote y luego sale fuera de los límites del campo— y Wisden calificó su esfuerzo como de una «gran entrada». La regla predominante de la época requería que Nueva Gales del Sur siguiera bateando ya que iban en desventaja por más de 80 carreras. Nueva Gales del Sur comenzó su segunda entrada alrededor de las 4 p. m. Luego, cuando el puntaje de la segunda entrada de Nueva Gales del Sur fue de 19, la pareja de bateadores inicial entre Murdoch y Alick Bannerman terminó cuando Coulthard declaró que el primero fue eliminado en 10.

## Disturbios

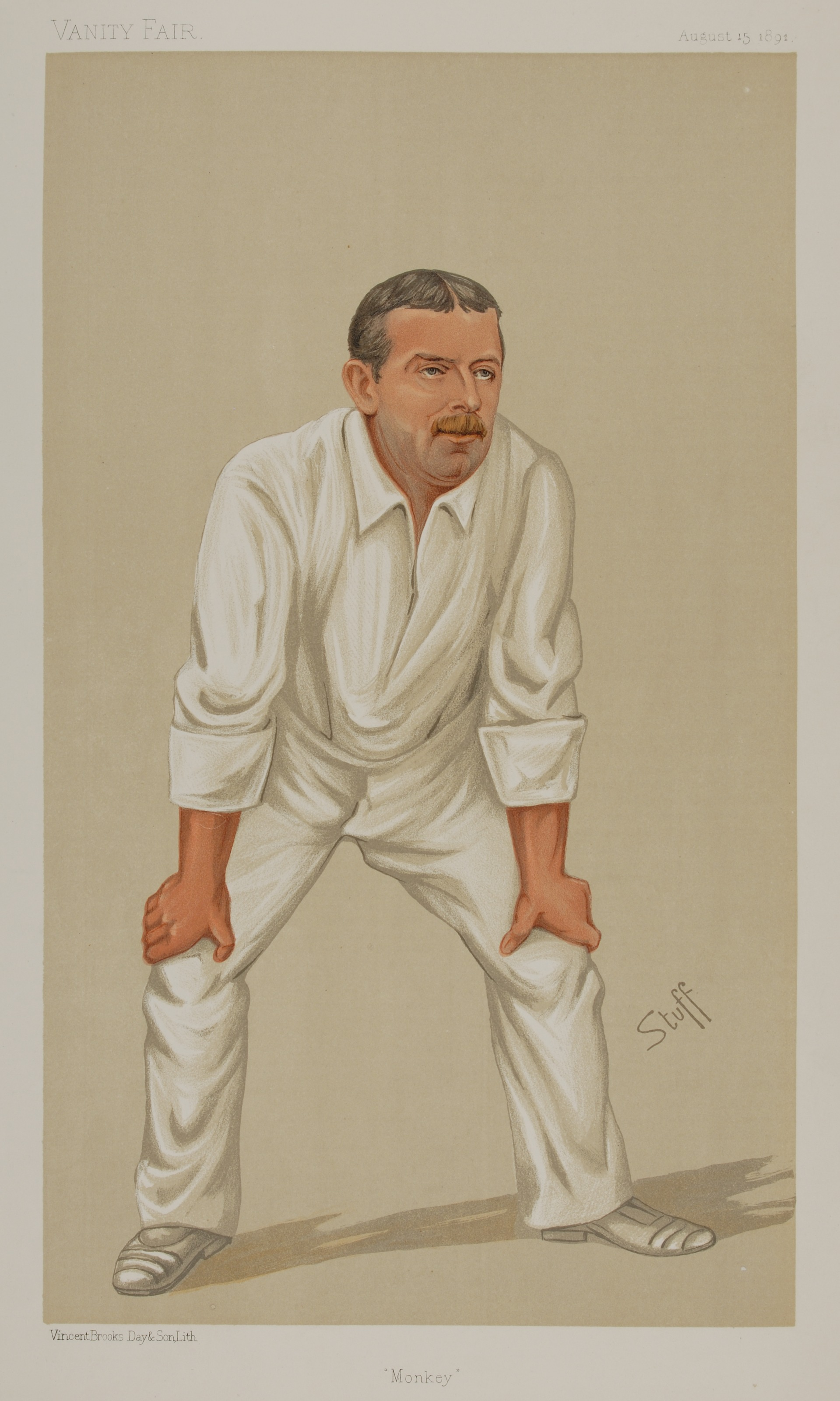
A. N. Hornby, uno de los jugadores aficionados de la oncena inglesa. También boxeador aficionado, detuvo a uno de los invasores del campo que había agredido a su capitán durante los disturbios y escoltó al intruso a la tribuna. Hornby casi pierde su camisa en el proceso.

Muchos espectadores no estuvieron de acuerdo con la decisión y se opusieron a que esta fuera tomada por un árbitro seleccionado por los ingleses. Que Coulthard tuviera un origen victoriano se sumó a las emociones de los presentes, que razonaban en términos de la rivalidad intercolonial. The Evening News propagó rumores de que Coulthard había hecho una gran apuesta por una victoria inglesa, algo que el árbitro y Lord Harris luego negaron. Desde la tribuna se oyeron fuertes gritos, especialmente en la sección donde se encontraban los apostadores, que habían confiado abrumadoramente en una victoria de Nueva Gales del Sur. Se informó que los apostadores de renombre eran prominentes en incitar a los otros miembros de la multitud, en medio de fuertes cánticos de «no está eliminado» y «Vuelve [al campo de juego], Murdoch». Más tarde, Gregory fue acusado de intentar avivar la disputa y animar a la multitud a obtener una ventaja para su equipo. Los espectadores ya sospechaban de la competencia e imparcialidad de Coulthard; The Sydney Morning Herald comentó en la edición de esa mañana que «la decisión [de no dar a Lord Harris una eliminación el primer día] fue sin duda un error».
La tribuna estaba en ángulo con las líneas del campo, por lo que los presentes no estaban en una posición ideal para ver qué tan precisa era la decisión. El alboroto continuó cuando se hizo obvio que ningún bateador saldría para reemplazar a Murdoch, por lo que Harris caminó hacia la tribuna y se encontró con Gregory en la puerta, momento en el que Gregory le pidió a Harris que cambiara de árbitro. Harris se negó, ya que el equipo inglés consideró que la decisión era justa y correcta. Lord Harris dijo más tarde que dos de sus fildeadores, en las posiciones de al lado de las líneas del campo, tenían una buena vista del incidente y que estaban de acuerdo con el juicio de Coulthard. Barton dijo que la decisión de Coulthard fue correcta, y que el apoyo de los ingleses a su árbitro designado estaba justificado.
Mientras Harris protestaba con Gregory los larrikins de la multitud entraron al campo. Un joven Banjo Paterson, quien más tarde escribiría la icónica balada australiana Waltzing Matilda, estaba entre los invasores del campo. De los 10 000 espectadores, hasta 2000 «participaron en el desorden». Coulthard fue empujado y Lord Harris, que había regresado al campo para apoyar a Coulthard, fue golpeado con un látigo o un palo, pero no resultó herido. Hornby, un entusiasta boxeador aficionado al que se le había ofrecido la capitanía inglesa antes de hacerse a un lado por Harris, agarró al agresor de su capitán y «llevó a su prisionero al pabellón en señal de triunfo»; más tarde se dijo que había atrapado al hombre equivocado. Hornby también fue atacado y casi pierde su camisa. Emmett y Ulyett tomaron cada uno un palo del wicket para protegerse y escoltaron a Lord Harris, asistidos por algunos otros miembros del equipo. Mientras tanto, la ira de la multitud crecía y había un temor creciente de que los disturbios se intensificaran debido a las especulaciones de que los espectadores intentaría liberar al cautivo de Hornby. Sin embargo, solo hubo empujones cuando los jugadores fueron evacuados a la tribuna, y las lesiones se limitaron a cortes y magulladuras leves. Un capitán de la marina inglesa que estaba en el campo tenía sus ojos tapados por su sombrero de copa y fue abusado verbalmente por algunos espectadores. Después de 30 minutos, el campo de juego fue despejado.
Cuando finalmente se despejó el terreno, Gregory insistió, según Harris, en que se tenía que reemplazar a Coulthard. Cuando Harris no estuvo de acuerdo, Gregory dijo: «Entonces el juego ha llegado a su fin». Harris le preguntó a Barton si podía reclamar el fin del partido, a lo que Barton respondió: «Te lo daré en dos minutos si los bateadores no regresan». Harris luego le pidió a Barton que hablara con Gregory para determinar sus intenciones. Cuando Barton salió, anunció que Alick Bannerman y Nat Thomson reanudarían la entrada de Nueva Gales del Sur. Caminaron hacia la cancha y llegaron a la zona de bateo, pero antes de que pudieran recibir un balón, la multitud invadió nuevamente el campo y permaneció allí hasta el final programado del juego. Según The Sydney Mail, se habían perdido aproximadamente 90 minutos de juego. Lord Harris mantuvo su posición en el campo, «erguido» con el «bigote erizado» entre los espectadores, temeroso de que su salida del campo condujera a perder el partido.
El domingo fue día de descanso, por lo que el partido se reanudó el lunes 10 de febrero. Como era un día hábil, la multitud era mucho menor. Había llovido y el sol había convertido la cancha en un terreno difícil para el juego, lo que provocó un rendimiento errático de parte de los jugadores. Nat Thomson fue eliminado luego de un duck —una eliminación con un puntaje de 0—, y se produjo un colapso. Nueva Gales del Sur hizo sólo 49 en su segunda entrada; Bannerman fue el mejor con 20, mientras que seis de sus colegas no lograron anotar, en cambio Emmett y Ulyett lograron cuatro y cinco wickets respectivamente, incluidos cuatro wickets en las cuatro últimas bolas. Inglaterra ganó así por una entrada y 41 carreras.

## Reacciones
Hubo acusaciones generalizadas por parte de los medios de comunicación y de los jugadores ingleses de que los disturbios fueron iniciados por las casas de apuestas, o al menos alentados por las apuestas generalizadas que se sabía que estaban ocurriendo en el partido. Vernon Royle, miembro del equipo inglés, escribió en su diario que «fue un asunto de lo más vergonzoso y tuvo su origen en algunos de los apostadores de "mejor" clase en la tribuna».
La prensa australiana y los dirigentes del críquet condenaron inmediatamente los disturbios, tema que dominó las portadas de los periódicos locales, a pesar de que el infame bushranger Ned Kelly y su banda habían asaltado Jerilderie el mismo fin de semana. Los medios de comunicación locales estaban unidos en su disgusto por las escenas del tumulto, por temor a que estallara un desastre en cuanto a las relaciones públicas en Inglaterra. The Sydney Morning Herald calificó los disturbios como «una humillación nacional», y que «seguiría siendo una mancha para la colonia durante algunos años». Acusaron a los involucrados en las apuestas de incitar a los «larrikins y rudos» a entrar en el campo y atacar a los ingleses. Sin embargo, también sugirieron que se debería echar parte de la culpa a uno de los profesionales ingleses, que «hizo uso de un comentario groseramente insultante a la multitud acerca de que no eran más que "hijos de convictos"». Barton defendió a los ingleses y a Coulthard, asegurando que ninguno había hecho nada malo, y también afirmó que Emmett y Ulyett eran incapaces de insultar a los australianos de esa manera.
The Australasian afirmó que tres policías en el campo se quedaron inactivos y permitieron que los alborotadores atacaran a los ingleses. Dijeron que los disturbios «hicieron que el partido fuera memorable para siempre en los anales del críquet de Nueva Gales del Sur», y lamentaron el hecho de que «el alboroto se volvió desenfrenado durante el resto de la tarde». El periódico planteó la pregunta «¿Qué dirán en Inglaterra?». Wisden condenó los disturbios como un «asunto deplorablemente vergonzoso» y describió a los espectadores como una «turba violenta y excitada». Richard Driver de la Asociación de Críquet de Nueva Gales del Sur (NSWCA) emitió una declaración de pesar por lo que les había sucedido a los participantes de la gira.

### Lord Harris

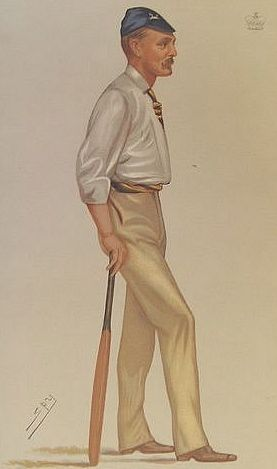
Lord Harris, capitán del equipo inglés visitante.

La NSWCA apeló a Lord Harris, y en respuesta él dijo que no los culpaba a ellos ni a los jugadores de críquet de Sídney de ninguna manera, pero dijo que «fue un hecho que era imposible que pudiera olvidar».
El 11 de febrero, un día después del término del partido y tres días después de los disturbios, Harris escribió una carta a uno de sus amigos sobre este evento. Estaba claro que tenía la intención de que la carta se imprimiera en la prensa, y apareció en su totalidad en The Daily Telegraph el 1 de abril, así como también en otros periódicos de Londres, reavivando la polémica. Wisden Cricketers' Almanack consideró el incidente de tal importancia que reimprimió toda la correspondencia. La carta da un relato contemporáneo detallado de lo que Lord Harris pensó sobre los incidentes.
Lord Harris se refirió a la multitud como una «turba aullante» y dijo: «No he visto ninguna razón hasta ahora para cambiar mi opinión sobre las cualidades de Coulthard, o para lamentar su elección, opinión en la que estoy unido a todo el equipo». Añadió además que: «Más allá de darme astutas patadas una o dos veces, la turba se comportó muy bien, y su único grito fue: "Cambia tu árbitro". Y ahora, la causa de estos disturbios no es inesperada, puedo decir, por nosotros, porque he escuchado relatos de partidos anteriores jugados por equipos ingleses». Harris acusó además a un parlamentario de Nueva Gales del Sur de ayudar a los jugadores a incitar los disturbios, aunque no nombró al acusado. También acusó al público australiano de ser malos perdedores, alegando que estaban ahorrando aplausos por la victoria de su equipo, y que no pudieron apreciar las habilidades demostradas por un equipo contrario.

### Respuesta en Nueva Gales del Sur
La NSWCA se indignó por la carta de Lord Harris y convocó una reunión especial para considerar su respuesta y, posteriormente, su secretario honorario J. M. Gibson escribió a The Daily Telegraph como réplica. Gibson argumentó que «la mala conducta de quienes tomaron posesión de la cancha ha sido exagerada»  y que el relato de Lord Harris fue «considerado universalmente aquí como inexacto y poco generoso». La carta decía que «No podemos permitir una difamación sobre la gente de Nueva Gales del Sur tan absolutamente infundada como esta para pasar sin impugnarla». Continuó acusando a Harris de omitir ciertos hechos en su relato, en la cual, según la NSWCA, dejaba a Australia y a las autoridades del críquet en un mal lugar. Estos incluyeron una acusación de que Harris no había notado que la NSWCA y los medios de comunicación habían condenado de manera inmediata y enérgica los disturbios y el trato a los visitantes ingleses. Gibson también criticó a Lord Harris por afirmar que Coulthard era «competente», mientras que «admitía que "había cometido dos errores en nuestras entradas"», especialmente porque el fallo de Coulthard contra Lord Harris «fue admitido abiertamente por su señoría como un error» que favoreció a los ingleses. La carta negó además la afirmación de que quienes incitaron a los disturbios estaban asociados con la NSWCA y acusaron a Harris de conducta inflamatoria durante el desorden.
Spofforth, el principal lanzador de Australia, comentó el incidente en una entrevista realizada por una revista de críquet en 1891, pero puso una perspectiva diferente sobre el asunto. Pensaba que el equipo inglés era víctima de la rivalidad intercolonial entre Nueva Gales del Sur y Victoria.

## Repercusiones

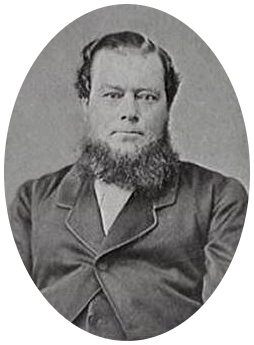
Richard Driver, presidente de la Asociación de Críquet de Nueva Gales del Sur.

Inmediatamente después del partido, Lord Harris condujo a sus hombres desde Sídney, cancelando el partido de vuelta planeado contra un equipo australiano representativo que se hubiera convertido en el cuarto partido test de la historia. El equipo de Inglaterra regresó a Melbourne, donde se jugaron dos partidos más contra Victoria, del 21 al 25 de febrero y del 7 al 10 de marzo. En el banquete de despedida organizado por el Melbourne Cricket Club, Harris habló públicamente por primera vez sobre los disturbios. Fue crítico en la forma en que su equipo había sido tratado por una parte de la prensa de Nueva Gales del Sur, que «involuntariamente», confiaba, «pero con una cortesía cuestionable», los describió «como si fueran actores paseantes, en lugar de como un grupo de caballeros». Sin embargo, el discurso se consideró por lo demás como reconciliador.
La NSWCA presentó cargos contra dos hombres acusados de «haber participado en el desorden». Su presidente, Richard Driver, quien compareció para la acusación, dijo al tribunal que «los ocupantes de la tribuna que habían iniciado el disturbio, incluido un conocido corredor de apuestas de Victoria que en ese momento estaba expulsado, habían recuperado sus cuotas de membresía, y que nunca más serían admitidos en el campo». The Sydney Morning Herald informó que los dos hombres «expresaron pesar por lo ocurrido y se declararon culpables», y que «el tribunal les impuso una multa de 40 chelines y 21 chelines para pagar los costos profesionales de la corte». A pesar del cinismo inicial de los periodistas, la NSWCA anunció una ofensiva contra las apuestas en los partidos de críquet, y luego se reportó que durante los siguientes 10 años, estas apuestas en Sídney habían desaparecido principalmente.

### Impacto en giras posteriores

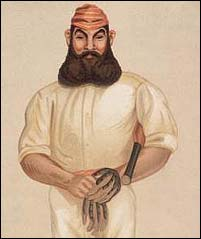
Una caricatura de 1877 de W. G. Grace, quien ayudó a mejorar las relaciones del críquet entre Inglaterra y Australia.

En 1880 un equipo australiano capitaneado por Billy Murdoch realizó una gira por Inglaterra. Este equipo tuvo dificultades para encontrar buenos oponentes; la mayoría de los conjuntos de condados los rechazaron, aunque Yorkshire jugó dos partidos no oficiales contra ellos. Hubo mucha mala voluntad, agravada por la llegada de los australianos a Inglaterra con poca antelación, en cierta medida de forma inesperada. Esto se vio reforzado por la percepción inglesa de que los australianos venían con frecuencia para maximizar sus ganancias; en ese momento, el profesionalismo estaba mal visto. En su autobiografía, Lord Harris escribió: «No pidieron la buena voluntad de nadie en el asunto, y se consideró que esta era una forma descortés de irrumpir en nuestros arreglos; y el resultado fue que apenas jugaron contra algún condado y no fueron reconocidos en general... Sentimos que teníamos que hacer una protesta por las visitas demasiado frecuentes». Harris inicialmente rehuyó del equipo y trató de evitar la correspondencia y las reuniones con ellos. Se rechazó un intento de organizar un encuentro contra una oncena inglesa para un fondo de jugadores, y se evitaron los anuncios públicos en los periódicos. W. G. Grace simpatizaba con los australianos y sentía que ellos no eran los culpables de los disturbios. Intentó organizar un partido en Lord's, pero fue rechazado por el Marylebone Cricket Club, que dio la excusa de que el terreno no estaba disponible.
A pesar de que la eliminación de Murdoch fue lo que iniciaron los disturbios, el público inglés simpatizaba más con él que con Gregory, y aunque los australianos jugaron contra opositores débiles, atrajeron grandes multitudes, lo que llevó a los condados a lamentar su decisión de desairarlos. Finalmente el secretario de Surrey Charles W. Alcock le pidió a Lord Harris que reuniera un equipo para enfrentar a los australianos, mientras que Grace actuó como mediador. Afortunadamente para los australianos, Lord Harris tenía una relación personal con su capitán Murdoch y la figura Spofforth, especialmente porque compartían su antipatía por los lanzamientos antirreglamentarios denominados throwings. Se llegó a un acuerdo, y aunque Lord Harris fue generoso al aceptar liderar el equipo, tres jugadores de críquet que jugaron en el infame juego de Sídney —Hornby, Emmett y Ulyett— se negaron a formar parte. Harris reunió un equipo fuerte, que incluía a los tres hermanos Grace, y Australia, que no se había enfrentado a un equipo de categoría y no contaba con su jugador estrella Fred Spofforth, cayó por cinco wickets en frente de 45 000 espectadores. Este juego, posteriormente reconocido como el cuarto partido test de la historia y el primero que se jugaba en Inglaterra, es más importante que su resultado, ya que cimentó la costumbre de las giras de críquet entre Inglaterra y Australia. En general, la gira fue un éxito financiero y un ejercicio eficaz para mejorar las relaciones; el equipo fue recibido por el alcalde de Londres al final de la gira y recibió regalos. Los beneficios fueron notables y aumentó la conciencia pública sobre la relación bilateral del críquet.